# Dacnis cuixa-roja
La dacnis cuixa-roja (Dacnis venusta) és un ocell de la família dels tràupid (Thraupidae).

## Hàbitat i distribució
Habita la selva pluvial i bosc obert de les terres baixes de Costa Rica, Panamà, oest i nord de Colòmbia i nord-oest de l'Equador.